# Десаи, Тина
Тина Десаи (англ. Tina Desai; род. 24 февраля 1987) — индийская актриса

 и фотомодель, работает как в индийских, так и в международных проектах. В качестве актрисы дебютировала в триллере Yeh Faasley в 2011 году, на международном уровне дебют состоялся в комедийной драме «Отель «Мэриголд». Лучший из экзотических». Также она известна своей игрой главной роли в сериале Netflix «Восьмое чувство».

## Ранние годы
Десаи родилась в Бангалоре в семье гуджаратца и телугу. Она окончила Национальный институт менеджмента по специальности Управление бизнесом и финансы. Она свободно говорит на пяти языках: гуджарати, телугу, каннада, английском и хинди.

## Карьера
Десаи начала свою карьеру в качестве модели и снялась более чем в 150 роликах и печатных рекламных кампаниях. Она участвовала в реалити-шоу Get Gorgeous благодаря которому ей предложили контракт с модельным агентством Elite Model Management. В 2011 году она дебютировала в качестве актрисы, сыграв роль в фильме «Yeh Faasley». Вскоре после этого произошёл её дебют в голливудской картине «Отель „Мэриголд“. Лучший из экзотических».
В 2015 году Десаи приняла участие в двух англоязычных проектах, она снялась в сиквеле "Отель „Мэриголд“. Заселение продолжается", а также сыграла роль Калы Дандекар в драме «Восьмое чувство», режиссёрами которой выступили Сёстры Вачовски и Джозеф Майкл Стражински.
Она приняла участие в съёмке календаря «Kingfisher» на 2012 год, позируя в купальнике. Также вместе с Радживом Хандельвалом она снялась в болливудском боевике Table No. 21. Она также появилась в клипе на романтическую композицию «Yeh Kahan Mil Gaye Hum» в исполнении певца KK.
В 2016 году Десаи приняла участие в озвучивании британского детского мультипликационного сериала «Томас и его друзья» и музыкального анимационного фильма The Great Race. В апреле 2018 года она сыграла роль Дженни в короткометражном фильме Good luck кинокомпании Hotstar, режиссёра Суджоя Гоша.
В 2021 году Десаи снялась в веб-сериале Mumbai Diaries 26/11, который вышел в свет на платформе Amazon Prime. Режиссёром проекта был Никхил Адвани, продюсером выступила компания Emmay Entertainment. Помимо Тины главные роли в сериале также играют Мохит Райна и Конкона Сен Шарма. В этом же году Десаи также появится в криминальном триллере Bob Biswas режиссёра Дии Аннапурны Гоша и кинопроизводственной компании Red Chillies Entertainment.